# Мамам, Сулейман
Сулейман Мамам (фр. Souleymane Mamam; род. 20 июня 1985, Ломе) — тоголезский футболист, выступавший на позиции атакующего полузащитника или флангового нападающего. С 2001 по 2007 годы вызывался в национальную сборную. По официальным данным ФИФА, является самым молодым игроком когда-либо выходившим на поле в матчах отборочных турниров чемпионата мира по футболу.

## Карьера

### Клубная
Сулейман Мамам родился в Ломе (Того), играл за местные клубы до подписания контракта с английским клубом «Манчестер Юнайтед» в 2003 году. Однако у Мамама не было разрешения на работу, что запрещало ему играть на территории Соединенного Королевства. Именно поэтому африканский футболист на протяжении нескольких сезонов отправлялся в аренду в «Антверпен», пока не получил бельгийский паспорт. В конце сезона 2006—07 после того, как футболист четыре года играл за клуб из Бельгии, «Манчестер Юнайтед» решил не продлевать с ним контракт.
Став свободным агентом, Мамам подписал новый годичный контракт на постоянной основе с «Антверпеном» к началу сезона 2007/08. Он был на просмотре в шотландском «Мотеруэлле», но те предпочли Мамаму другого защитника. Также он ездил на пробы в «Бирмингем Сити», но добиться сделки не удалось в связи с проблемами разрешения на работу. Кроме того, он был на просмотре в «Торонто» (MLS) в январе 2010 года, но соглашение так и не было подписано. В конце концов, в январе 2010 года он перешёл в команду «Расинг» (Мехелен), выступавшую в Третьем дивизионе Бельгии. Полузащитник пробыл здесь до конца сезона 2009—10, после чего в июле 2010 года был отпущен в статусе свободного агента.
Мамам вернулся в «Манчестер Юнайтед» в августе 2011 года и сыграл в товарищеском матче за дубль клуба против «Моркам» 1 августа. Он был заменен на 53-й минуте Джесси Лингардом, который забил второй гол за команду (2:0). В следующей товарищеской игре против «Лланелли» на стадионе «Парк Скарлетс» Сулейман забил гол на 11-й минуте, но был заменен на 58-й.. Тем же летом тоголезский футболист подписал контракт с клубом «Неджмех» из чемпионата Ливана.

### Международная
Сулейман Мамам дебютировал в сборной Того 6 мая 2001 года в матче против Замбии, который проходил в рамках отборочного турнира к чемпионату мира-2002. Позднее он участвовал в отборочных играх к чемпионату мира в Германии. Всего же в период с 2001 по 2007 годы тоголезский игрок провёл 8 матчей за национальную сборную своей страны.

## Возрастные споры
По официальным данным ФИФА Мамам стал самым молодым игроком, когда-либо выходившим на поле в отборочном матче на чемпионат мира по футболу. На момент проведения встречи Того — Замбия футболисту было всего 13 лет и 310 дней. Официальный отчет ФИФА указывает, что Мамам родился 30 июня 1987 года. Однако различные веб-сайты, в том числе официальный сайт «Антверпена» и Transfermarkt, приводят 20 июня 1985 года в качестве даты рождения футболиста. Это означает, что на самом деле ему было почти 16 лет, когда он сыграл свой первый матч за Того.